# Manuel de Saint-Germain-des-Prés
Le Manuel de Saint-Germain-des-Prés, écrit par Boris Vian en 1950 et publié en 1951 aux éditions du Scorpion, est un guide du petit monde de Saint-Germain-des-Prés dans les années 1940-1950. Il a été réédité en 1974 par Le Chêne avec une introduction, une préface et une « pré-postface » de Noël Arnaud, ainsi qu'une iconographie réunie par d'Déé.

## Historique de la publication
Le Manuel de Saint-Germain-des-Prés publié en 1951, ne sera réédité qu'en 1974 aux Éditions du Chêne avec une préface, prépost face, et posface de Noël Arnaud, puis repris en livre de poche en 2001. Le manuscrit original du manuel comportait des illustrations qui ont été perdues et jamais retrouvées. L'actuel exemplaire du Manuel ne reflète pas exactement le manuscrit d'origine. Destiné au départ à être un véritable guide, commandé par Henri Pelletier le 3 octobre 1949 pour la collection Les Guides verts (12 rue de la Chaussée d'Antin) il ne sera jamais publié malgré une annonce parue dans L'Équarrissage pour tous.

## Contexte
« Prince d'un petit royaume dont trois cafés et une église  marquent les frontières. »

 C'est la formule la plus souvent employée à l'époque pour qualifier Boris Vian. Deux noms symbolisaient alors Saint-Germain : Boris Vian et Jean-Paul Sartre. Henri Pelletier avait offert à Boris Vian de rédiger un guide vert dont l'auteur établit lui-même la maquette. Sous le nom de Édition Toutain, Pelletier produisait des guides, cartes et plans. Une série de portraits dessinés sur le vif devait accompagner le manuscrit dont Boris Vian corrigea les épreuves. Mais le livre ne paraitra pas dans son intégralité cette année-là, après la déconfiture de L'équarrissage pour tous dans lequel le Manuel avait été annoncé. À la même époque, Jacques Baratier avait intitulé  Paris, ton décor fout le camp le scénario du film qui deviendra Le Désordre.

## Première partie: étude des lieux et des coutumes
Cité dans de nombreuses bibliographies sur Boris Vian,, l'ouvrage décrit d'abord « la géographie du quartier » qui consiste essentiellement en une histoire de son sous-sol (les caves à zazous) et de sa surface constituée de cafés à la mode. Tout est rédigé au second degré, notamment à la rubrique population, Vian distingue cinq catégories : les autochonones (c'est-à-dire les vrais habitants du quartier), « que l'on reconnaît à ce qu'ils restent presque toujours à la surface du sol », les assimilés, qui se prennent pour des autochtones, les envahisseurs permanents, « tribus diverses comportant une proportion considérable  d'Américains et de Suédois, de rares Anglais et quelques Slaves », les incursionnistes  qui font à Saint Germain de brefs séjours presque toujours limités au sous-sol, les troglodytes ou habitants permanents du sous-sol (zazous).
Vian y passe en revue : la préhistoire du lieu (époque balzacienne), la période antique où les « gladiateurs » comme Boussige s’installaient au Flore dont ils faisaient un quartier moderne. Les données sont toutes exactes, bien que rapportées à la manière de Boris Vian.

## Deuxième partie: florilège et personnalités
Ceux que l'on nommerait aujourd'hui des people (célébrités) sont présentés par ordre alphabétique avec des portraits : Yves Allégret, Simone de Beauvoir et Sartre dont il rappelle « que le lancement récent de Saint-Germain-des-Prés est en grande partie dû à leur renom littéraire, et que si les tôliers du coin avaient trois sous d'honnêteté, Simone et Sartre devraient consommer gratis ». De Juliette Gréco, après avoir donné sa fiche signalétique et ses mensurations (comme il le fait pour Claude Luter), il remarque « qu'elle s'amuse volontiers à s'enlaidir, mais y arrive rarement ; assez mentionnée dans l'histoire de caves pour qu'il soit superflu de revenir sur son rôle dans le développement d'icelles ».

## Troisième partie: les rues
Leur description commence sous l'angle purement historique et se termine par leur rôle dans la vie des noctambules. Par exemple la rue des Canettes, d'abord appelée rue Saint-Sulpice en 1651, est citée surtout pour deux « restaurants incrustés dans la vieille pierre : Alexandre et Les Gourmets, abordables et pleins d'atmosphère », et la rue du Dragon est « le plus court chemin du Flore au Le Vieux Colombier. »

## Le Bibope
Qu'est-ce que le bibope? L'auteur du manuel indique  la définition selon Paul Boubal, patron du Café de Flore : a) équivalent du Duffy-coat, b) tout objet dont on ignore la désignation. (Selon les pisse-copie danse pratiquée dans les caves par les existentialistes.) c) selon le Littré : style de jazz créé vers 1940 par Dizzy Gillespie, Thelonious le Moine, Charlie Zoizeau Parker et quelques autres.

## Autres éditions du Manuel
- Boris Vian (préf. Noël Arnaud), Manuel de Saint-Germain-des-Prés, Paris, Pauvert, 1997, 267 p. (ISBN 2-7202-1369-1)
- Boris Vian (préf. Noël Arnaud), Manuel de Saint-Germain-des-Prés, Paris, Le Livre de poche (no 14974), 2001, 257 p. (ISBN 2-253-14974-8)